# Dolichophis schmidti
Espèce
Synonymes
- Coluber schmidti Nikolsky, 1909

Statut de conservation UICN

 LC  : Préoccupation mineure
Dolichophis schmidti est une espèce de serpents de la famille des Colubridae.

## Répartition
Cette espèce se rencontre en Arménie, en Azerbaïdjan, au Caucase en Russie, dans le sud du Daghestan, en Géorgie, dans le nord de l'Iran, en Jordanie, au Turkménistan et en Turquie.

## Description
Dolichophis schmidti mesure environ 130 cm. La coloration de cette espèce varie avec l'âge. Adulte, la couleur de base est brun-roux ou rouge brique. Le ventre des mâles est généralement brun ou gris avec des taches longitudinales.
Cette espèce se nourrit de petits mammifères, d'oiseaux, d'amphibiens, de reptiles et d'insectes. C'est un serpent diurne très agressif qui peut faire des bonds lorsqu'il est dérangé.

## Étymologie
Son nom d'espèce lui a été donné très probablement en l'honneur de Pjotr Juljewitsch Schmidt (1872-1949), ichtyologiste soviétique.

## Publication originale
- Nikolsky, 1909 : Novae species reptiliem e Caucaso. Tiflis Mitteilungen Kaukasische Museum, vol. 4, p. 301-306 (ru).